# Lijst van voetbalinterlands IJsland - San Marino
Deze lijst van voetbalinterlands is een overzicht van alle officiële voetbalwedstrijden tussen de nationale teams van IJsland en San Marino. De landen speelden tot op heden een keer tegen elkaar. Dat was een vriendschappelijke wedstrijd op 9 juni 2022 in Serravalle.

## Wedstrijden
| № | Plaats     | Datum       | Competitie        | Wedstrijd            | Uitslag |
| - | ---------- | ----------- | ----------------- | -------------------- | ------- |
| 1 | Serravalle | 9 juni 2022 | Vriendschappelijk | San Marino – IJsland | 0 – 1   |

## Samenvatting
| Competitie        | Totaal gespeeld | Winst IJsland | Gelijk | Winst San Marino | Doelsaldo IJsland – San Marino |
| ----------------- | --------------- | ------------- | ------ | ---------------- | ------------------------------ |
| Vriendschappelijk | 1               | 1             | 0      | 0                | 1 − 0                          |
| Totaal            | 1               | 1             | 0      | 0                | 1 − 0                          |

KSÍ · A-internationals · Bondscoaches · Statistieken · IJslands vrouwenelftal · Olympisch elftal · IJsland U21 · IJsland U20 · IJsland U19 · IJsland U18 · IJsland U17 · IJsland U16 · Vrouwen U17
1946 – 1949 · 1950 – 1959 · 1960 – 1969 · 1970 – 1979 · 1980 – 1989 · 1990 – 1999 · 2000 – 2009 · 2010 – 2019 · 2020 − 2029
EK 2016
WK 2018
1946 · 1947 · 1948 · 1949 · 1950 · 1951 · 1952 · 1953 · 1954 · 1955 · 1956 · 1957 · 1958 · 1959 · 1960 · 1961 · 1962 · 1963 · 1964 · 1965 · 1966 · 1967 · 1968 · 1969 · 1970 · 1971 · 1972 · 1973 · 1974 · 1975 · 1976 · 1977 · 1978 · 1979 · 1980 · 1981 · 1982 · 1983 · 1984 · 1985 · 1986 · 1987 · 1988 · 1989 · 1990 · 1991 · 1992 · 1993 · 1994 · 1995 · 1996 · 1997 · 1998 · 1999 · 2000 · 2001 · 2002 · 2003 · 2004 · 2005 · 2006 · 2007 · 2008 · 2009 · 2010 · 2011 · 2012 · 2013 · 2014 · 2015 · 2016 · 2017 · 2018 · 2019 · 2020 · 2021 · 2022 · 2023 · 2024
Albanië ·
Andorra ·
Argentinië ·
Armenië ·
Azerbeidzjan ·
Bahrein ·
België ·
Bermuda ·
Bolivia ·
Bosnië en Herzegovina ·
Brazilië ·
Bulgarije ·
Canada ·
Chili ·
China ·
Cyprus ·
Denemarken ·
DDR ·
Duitsland ·
El Salvador ·
Engeland ·
Estland ·
Faeröer ·
Finland ·
Frankrijk ·
Georgië ·
Ghana ·
Griekenland ·
Guatemala ·
Honduras ·
Hongarije ·
Ierland ·
India ·
Iran ·
Israël ·
Italië ·
Japan ·
Kazachstan ·
Koeweit ·
Kosovo ·
Kroatië ·
Letland ·
Liechtenstein ·
Litouwen ·
Luxemburg ·
Malta ·
Mexico ·
Moldavië ·
Montenegro ·
Nederland ·
Nigeria ·
Noord-Ierland ·
Noord-Macedonië ·
Noorwegen ·
Oeganda ·
Oekraïne ·
Oostenrijk ·
Peru · 
Polen ·
Portugal ·
Qatar ·
Roemenië ·
Rusland ·
San Marino ·
Saoedi-Arabië ·
Schotland ·
Slovenië ·
Slowakije ·
Sovjet-Unie ·
Spanje ·
Trinidad en Tobago ·
Tsjechië ·
Tsjecho-Slowakije ·
Tunesië ·
Turkije ·
Venezuela ·
Verenigde Arabische Emiraten ·
Verenigde Staten ·
Wales ·
Wit-Rusland ·
Zuid-Afrika ·
Zuid-Korea ·
Zweden ·
Zwitserland
Argentinië (2018) ·
Engeland (2016) · 
Hongarije (2016) ·
Kroatië (2018) ·
Nigeria (2018) · 
Portugal (2016)
FSGC · A-internationals · Bondscoaches · Statistieken · San Marino U21 · San Marino U19 · San Marino U18 · San Marino U17 · San Marino U16
1986 – 1989 · 1990 – 1999 · 2000 – 2009 · 2010 – 2019 · 2020 – 2029
2000 · 2001 · 2002 · 2003 · 2004 · 2005 · 2006 · 
Albanië · 
Andorra ·
Azerbeidzjan ·
België · 
Bosnië en Herzegovina · 
Bulgarije ·
Canada ·
Cyprus ·
Denemarken ·
Duitsland · 
Engeland · 
Estland · 
Faeröer · 
Finland · 
Gibraltar · 
Griekenland · 
Hongarije · 
Ierland · 
IJsland ·
Israël · 
Italië · 
Kaapverdië ·
Kazachstan ·
Kosovo ·
Kroatië · 
Letland · 
Libanon · 
Liechtenstein · 
Litouwen · 
Luxemburg ·
Malta ·
Moldavië ·
Montenegro ·
Nederland · 
Noord-Ierland · 
Noorwegen ·
Oekraïne ·
Oostenrijk · 
Polen · 
Roemenië · 
Rusland · 
Saint Kitts en Nevis ·
Saint Lucia ·
Schotland · 
Servië en Montenegro · 
Seychellen ·
Slovenië · 
Slowakije · 
Spanje · 
Syrië ·
Tsjechië · 
Turkije · 
Wales · 
Wit-Rusland · 
Zweden · 
Zwitserland
Nederland (2011)